# 紫苑の雫
『紫苑の雫』（しおんのしずく）は、山本唯太の2枚目のシングル。
2022年4月22日にYES PROMOTIONから発売。 各配信サイトより配信。

## 概要
昨年10月22日に発売された自身初の両A面1stシングルに引き続き2作品目。販売形態は、デジタル配信のみ。（2022年4月22日時点。）作詞・作曲は山本唯太。前作同様にデジタル配信を期に音源が一新され、発売に至る。

## 楽曲解説
1.紫苑の雫
「途方に暮れて、当てもなく彷徨う」ことを描いた歌詞と 楽曲の悲壮感、壮大さを前面にした至極の1曲。
オリジナルエディションでは表すことの出来なかった”深い哀しみ”と”絶望”が表現された楽曲になっている。

## 収録曲

### デジタル配信
1. 紫苑の雫[4:07]　作詞作曲：山本唯太